# Polanica-Zdrój
Polanica-Zdrój (udtale: [pɔlaˈɲit͡sa ˈzdrui̯]; tysk: Altheide-Bad)   er en by  i  den  sydlige  del af  Voivodskabet Nedre Schlesien i det sydvestlige Polen.  Byen  har 6.230(2021) indbyggere og et areal på 	17,22  km².  Den er en del af   powiatet (amt) Kłodzko. Den ligger cirka 11 km  sydvest for Kłodzko, og 80 km sydvest for den regionale hovedstad, Wrocław.

## Historie
Polanica-Zdrój blev først dokumenteret i 1347 under navnet Heyde, da det var en del af Kongeriget Bøhmen. Den tilhørte dengang huset Glaubitz, og i de følgende århundreder skiftede den ofte ejere. Fra slutningen af det 16. århundrede var landsbyen medeje af jesuitterne, der bidrog til udviklingen af den.
I 1645 blev det ødelagt af Svenske tropper under Trediveårskrigen. I 1742 blev bebyggelsen – ligesom hele området – annekteret af Kongeriget Preussen. Bebyggelsen voksede hurtigt i løbet af det 19. århundrede og blev et populært kursted i 1870'erne, efter at Preussen var blevet en delstat i Tyskland i 1871. I 1890 en jernbaneforbindelse til Glatz (Kłodzko) blev afsluttet. Indtil 1933, det er året hvor nazisterne kom til magten i Tyskland, eksisterede et polsk gæstehus i byen. Under begge verdenskrige blev sanatorier ændret ind i militærhospitaler. Byen blev en del af Polen efter 2. verdenskrig. Det blev tildelt byrettigheder i 1945, og dets første borgmester var Kazimierz Dąbrowski.

## Gallery
- Floden Bystrzyca Dusznicka  i byens centrum
- Himmelfartskirken
- Kurhus Polanica-Zdrój
- Interiør i kurhuset
- Spapark
- Polanica-Zdrój villa
- Skak pavilion
- Mieczysława Ćwiklińska Teater
- Jernbanestation
- St. Antonius kapel, 18. århundrede
- Fontæne i parken
- Sokołówka kloster